# Wasserturm Stetternich
Der Wasserturm Stetternich ist ein Wasserturm im Stadtteil Stetternich in Jülich, Kreis Düren.
Der 42 m hohe Wasserturm wurde 1902 erbaut. Nach der Zerstörung des damals in Jülich stehenden Turms im Zweiten Weltkrieg am 16. November 1944 wurde er am Ortsrand von Stetternich 1957 neu aufgebaut. Der Turm wurde 2005 saniert. 2013 kam es zu einer Keimbelastung im vorgehaltenen Wasser.
Im Turm können 700 m³ Trinkwasser gespeichert werden, um Druckschwankungen im Wasserleitungsnetz auszugleichen. Der Turm wird von den Stadtwerken Jülich betrieben und ist noch in Betrieb.